# Saltos ornamentais nos Jogos Pan-Americanos de 1963
As competições de saltos ornamentais nos Jogos Pan-Americanos de 1963 foram realizadas em São Paulo, Brasil. Esta foi a quarta edição do esporte nos Jogos Pan-Americanos. 

## Masculino

### Trampolim de 3 metros
| POSIÇÃO | ATLETA                |
| ------- | --------------------- |
|         | Thomas Dinsley (CAN)  |
|         | Richard Gilbert (USA) |
|         | Ken Sitzberger (USA)  |

### Plataforma de 10 metros
| POSIÇÃO | ATLETA                |
| ------- | --------------------- |
|         | Bob Webster (USA)     |
|         | Alvaro Gaxiola (MEX)  |
|         | Ricardo Capilla (MEX) |

## Feminino

### Trampolim de 3 metros
| POSIÇÃO | ATLETA                  |
| ------- | ----------------------- |
|         | Barbara McAlister (USA) |
|         | Judy Stewart (CAN)      |
|         | Patsy Willard (USA)     |

### Plataforma de 10 metros
| POSIÇÃO | ATLETA              |
| ------- | ------------------- |
|         | Linda Cooper (USA)  |
|         | Nancy Poulsen (USA) |
|         | María Adames (MEX)  |

## Quadro de medalhas
| Posição | Nação              |   |   |   | Total |
| ------- | ------------------ | - | - | - | ----- |
| 1       | USA Estados Unidos | 3 | 2 | 2 | 7     |
| 2       | CAN Canadá         | 1 | 1 | 0 | 2     |
| 3       | MEX México         | 0 | 1 | 2 | 3     |
| Total   | Total              | 4 | 4 | 4 | 12    |